# Pyrodictium
Pyrodictium je rod jednobuněčných organismů, které žijí ve stěnách tzv. černých kuřáků, hydrotermálních průduchů na mořském dně. Patří mezi extrémofily, přesněji řečeno je hypertermofilní, jejich růstové optimum je 105 °C.
Buňky Pyrodictia mají nepravidelný diskovitý tvar a buněčnou stěnu tvořenou glykoproteiny. Rostou v koloniích přichycených na krystalech síry. Jednotlivé buňky jsou k substrátu i jedna ke druhé fixovány spletí dutých vláken, které strukturou připomínají bakteriální bičík.
Pyrodictium je přísný anaerob, k buněčnému anaerobnímu dýchání používá jako akceptora elektronů síru, ne kyslík. Zdrojem elektronů je vodík H2 a produktem reakce sirovodík. Dokáže také redukovat trojmocné železo a v tomto případě může být substrátem jak vodík, tak organické látky.
Roste i při teplotě 110 °C, optimální pH k růstu je 6.